# Agía Iríni (Thirasía)
Pour les articles homonymes, voir Agía Iríni.
Agía Iríni, en grec moderne : Αγία Ειρήνη, est un village de l'île de Thirassía au large de île de Santorin, dème de Thíra, d'Égée-Méridionale, en Grèce.
Selon le recensement de 2011, la population du village s'élève à 39 habitants.